# 小门岛
小门岛是中华人民共和国浙江省温州市洞头区大门镇管辖的一个岛屿，属于洞头列岛。

## 历史沿革
清光绪八年《永嘉县志》和清光绪六年《玉环厅志》都记载为“大门”，中华人民共和国成立初期改名为“小门”，沿用至今。因其比大门岛小，且其西北侧有小门水道，故名。2011年6月岛上户籍人口2744人，常住人口700人。

## 地理
小门岛位于温州市洞头区大门镇大门岛西北侧，距大门岛807米，属洞头列岛，距大陆最近点5.44千米。岛略呈哑铃形，两头大，中间小，东北至西南走向。岸线长度15.35千米，陆域面积4.8292平方千米，最高点高程138.9米。出露岩石为上侏罗统高坞组熔结凝灰岩及燕山晚期钾长花岗岩。地貌以低丘陵为主，有零星海积平地分布。土壤有砂黏质红泥、红泥土、石砂土等，植被主要有黑松林、白茅草丛、草本栽培植被，间有少量沼生和水生植被、木本栽培植被。岛上码头8座，石化码头3座，简易码头5个。